# Базилевич, Оксана Олеговна
Оксана Олеговна Базилевич (род. 26 февраля 1969, Рязань) — российская актриса театра и кино.

## Биография
Училась на филологическом факультете Рязанского педагогического института, но через год уехала в Ленинград. В 1991 году окончила Ленинградский государственный институт театра, музыки и кинематографии (мастерская А. Кацмана и В. Фильштинского). В 1991—1992 годах — актриса Театра «На Литейном», в 1993—2007 — актриса театра «Фарсы» (Санкт-Петербург), в 2008—2017 — Продюсерского центра «АРТ Питер», с 2017 — актриса Театра им. В. Ф. Комиссаржевской. Принимала участие в спектаклях Государственного драматического театра на Литейном, Театра им. Ленсовета и театра им. В. Ф. Комиссаржевской. С 1991 года снимается в кино. Получила известность по роли Валентины Калитниковой в телесериале «Такая работа». Сыграла больше ста ролей в фильмах и телесериалах.
Лауреат премии «Театрал» за роль Миссис Конвей в спектакле «Время и семья Конвей», высшей театральной премии Санкт-Петербурга «Золотой Софит» (сезон 2012—2013) за спектакль «Ночь Гельвера» в театре им. В.Ф.Комиссаржевской в номинации «Лучший актерский дуэт». Обладатель Приза зрительских симпатий общества «Театрал»-2013 за спектакль «Ночь Гельвера». Лауреат премии «Золотой софит» (сезон 2021—2022) в номинации «Лучшая работа актрисы» за роль Лалалала в спектакле «Трепет моего сердца» Х.Левина (реж. А.Баргман) .
Была замужем за Иваном Воропаевым, сыном Аллы Осипенко и Геннадия Воропаева. Сын — Даниил Воропаев, учится в Институте культуры.

## Театральные работы

#### Театр им. В. Ф. Комиссаржевской
«Ночь Гельвера», реж. А. Баргман — Она
«Трепет моего сердца», реж. А. Баргман — Лалалала, возлюбленная Ламки
«Сон в летнюю ночь», реж. А. Морфов — Титания, Ипполита
«Мыльные ангелы», реж. А. Морфов — Хуана
«Татарин маленький», реж. А. Злобин

#### Театр «Фарсы»
«Гамлет», реж. В. Крамер — Офелия
«Вохляки из Голоплеков», реж. В. Крамер — Долорес
«Село Степанчиково и его обитатели», реж. В. Крамер — Настя
«Фантазии, или Шесть персонажей в ожидании ветра», реж. В. Крамер — Девочка с мечтой
«Стриптиз», реж. В. Крамер — Рука

#### Театр «На Литейном»
«Король Лир», реж. Г. Тростянецкий — Корделия
«Пять вечеров», реж. В. Сенин — Тамара

#### Театр эстрады им. А. И. Райкина
«Феномены», реж. А. Синотов — Елена

#### Театр «Приют комедианта»
«Иллюзии», реж. А. Баргман — Вторая женщина

#### Такой театр
«Время и семья Конвей», реж. А. Баргман — Миссис Конвей

#### Проект «Театральный марафон»
«Осенний покер», реж. А. Синотов — Гвендолин

#### Театральное агентство «Арт-Питер»
«Я должен убрать президента», реж. А. Синотов — Луиза

#### Театр им. Ленсовета
«Заповедник», реж. В. Сенин — Патьяна
Театр «Русская антреприза» имени Андрея Миронова
«Таланты и поклонники», реж. А. Баргман — Смельская
Проекты, антрепризы
Проект «Театральный марафон»: «Осенний покер», реж. А. Синотов — Гвендолин
Проект В. Сенина: «Пять вечеров», реж. В. Сенин — Тамара
«Спасти рядового Гамлета», реж. С. Скоморохов и Ю. Стоянов — Гертруда
«Любовник моей жены мой лучший друг», реж. М. Апарцев — Жена
ФМД-Театр: День Достоевского
Космическое застолье «Достоевский Маскарад» (2014)
Уличный спектакль «В трактире на Кузнечном» (2016)
«Достоевский в цвете» (2017)
«Достоевский карнавал в Михайловском замке» (2021)
«1866/преступление/2022» (2022)
Совместные проекты
Совместный проект театра «Балтийский дом» и театра «Фарсы»:
«Безумный день, или Женитьба Фигаро», реж. В. Крамер — Марселина
Совместный проект театра «Фарсы», театра-фестиваля «Балтийский домо» (Италия):
«Суперфлю» (по пьесе Н. В. Гоголя «Женитьба»), реж. В. Крамер — Сваха
Спектакль-шоу «Поварецкие пляски», реж. В. Крамер

## Фильмография
- 1992 — Рин. Легенда об иконе — эпизод
- 1992 — Чекист — Валентина, жена Срубова
- 1997 — Анна Каренина — Варвара
- 1997 — Американка — Антонина, старшая сестра Лёшки
- 2000 — Агент национальной безопасности — 2 — Элла (15 серия «Смертник»)
- 2000 — Тайны следствия — Марьяна Конюхова
- 2000 — Вовочка — мать Любочка
- 2001 — Улицы разбитых фонарей — Элла
- 2001 — Убойная сила — Жанна Юрьевна
- 2001 — Механическая сюита — стриптизёрша Ася
- 2001 — Ключи от смерти — жена Забусова
- 2001 — Спецотдел — Эльвира Станиславовна
- 2002 — У нас все дома — агент риелторской конторы
- 2002 — Агентство «Золотая пуля» — Инга
- 2002 — Нож в облаках — Тамара Монтесума
- 2002 — Недлинные истории — Маша, жена Ребротёсова
- 2003 — Особенности национальной политики — переводчица
- 2003 — Улицы разбитых фонарей — Светлана
- 2004 — Женский роман — Людмила
- 2004 — Шахматист — Маргарита Михайловна Ратникова
- 2004 — На вираже — Алёна
- 2004 — Принцесса и нищий — Лариса, привокзальная бомжиха
- 2005 — Риэлтор — Елена Павловна Грачёва
- 2005 — Брежнев — ведущая концерта
- 2005 — Братва — следователь Панаренко
- 2006 — Лабиринты разума — эпизод
- 2006 — Травести — Котэк
- 2006 — Секретные поручения — Лидия Николаевна
- 2006 — Опера-2. Хроники убойного отдела — Ольга Дробышева
- 2006 — Мечта — эпизод
- 2006 — Двойная фамилия — Марина Воздвиженская
- 2007 — Поводырь — Марина
- 2007 — Любовь под надзором — Анна
- 2007 — Литейный, 4 (1-й сезон) — Светлана
- 2007 — Ирония судьбы. Продолжение — проводница в поезде
- 2007 — Варварины свадьбы — Аврора
- 2008 — Холмы и равнины (Украина) — Наташа, мать Тани
- 2008 — Начать сначала. Марта (Россия, Украина) — Елена Власова, бывшая артистка
- 2008 — Куклы колдуна — Надежда Викторова
- 2008 — Каменская-5 — Зоя Семенцова, актриса
- 2008 — Гаишники (Россия, Украина) — Антонина Петровна
- 2009 — Фокусник — Маргарита Ивановна
- 2009 — Стерва (Россия, Украина) — Зинаида
- 2009 — Смерть Вазир-Мухтара — Елизавета Алексеевна, кузина Грибоедова, жена Паскевича
- 2009 — Предлагаемые обстоятельства — Кристина, подруга Аллы
- 2009 — Одержимый — Наталья Владиленовна Губанова, жена депутата
- 2009 — История зэчки — Ирина Соболь, политзаключённая
- 2009 — Ещё не вечер — Марина Кравченко, бывшая медсестра из Афгана
- 2009 — Брачный контракт — Алина Вениаминовна
- 2010 — Фокусник-2 — Ирина
- 2010 — Прощай, «макаров»! — Маша, жена Строева
- 2010 — ППС — Вера Макарова
- 2010 — Морские дьяволы-4 — Инна
- 2010 — Золотой капкан — проститутка
- 2010 — Военная разведка. Западный фронт — Барбара Квасневска («Баська»)
- 2011 — Сильная — Ирина Скобелева
- 2011 — Коммуналка — Ольга, риэлтор
- 2011 — В твоих глазах — Марина Евгеньевна Ковальская, пациентка Насти
- 2011 — Беглец — Инга Тарасова, мачеха Кристины, мать Алика
- 2011 — Небесный суд — учительница
- 2012 — Хвост — Светлана
- 2012 — Хмуров — Маргарита Васильевна Стеблова, вдова криминального авторитета
- 2012 — Один на всех — Елена Борисовна, бывшая жена Александрова
- 2012 — Литейный (7-й сезон) — Инна Павловна, первая жена Олега
- 2012 — Бездна — Ульяна Колыванова
- 2013 — Разведчицы — Стефания, телохранительница Терновецкого
- 2013 — Сталинград — Томка
- 2013 — Тайны следствия-13 — Эльмира Семёновна
- 2013 — Двое с пистолетами — Елена Андреевна Лапшина
- 2014 — Снова один на всех — Елена Борисовна, бывшая жена Александрова
- 2014 — Новогоднее счастье — Лидия Павловна
- 2014 — Сердце Ангела — Анна Сергеевна Мухина, мать Оли
- 2014 — Отпуск по ранению — Жужа, цыганка
- 2015 — Ленинград 46 — Мари Рочестер
- 2016 — Такая работа — Валентина Павловна Калитникова, полковник полиции, начальник убойного отдела/начальник УУР
- 2016 — Sпарта — Марина Ивановна
- 2016 — Тень — Светлана
- 2016 — Куба — Изольда Сергеевна Хованская, ресторатор
- 2017 — Последняя статья журналиста — жена Штемберга
- 2017 — Мост — Нина Андреевна Акимова
- 2018 — Мельник — Гульнара Сулеймановна Рахимова
- 2018 — Акварели — Ирина
- 2019 — Алекс Лютый — Екатерина Мозговая, пластический хирург
- 2019 — Жди меня — Яновская
- 2019 — Формула преступления — Евдокия Павловна Остроумова
- 2020 — Шерлок в России — мадам Мануйлова
- 2021 — МУР-МУР — Тамара
- 2021 — Алиби — Ковалёва, директор ЗАГСа
- 2022 — Агент национальной безопасности — 6 — Ирина, врач
- 2022 — Ловец снов — Ариадна Георгиевна Казановская
- 2022 — Чайки — Ольга Малышева
- 2022 — Янычар — Танильдиз (Ольга)
- 2022 — Записки отельера #Гельвеция-2 (реж. Радда Новикова)
- 2023 — Раневская — Алиса Коонен
- 2023 — Загляни ему в голову (реж. Валерия Ивановская) — Бокова
- 2023 — Катюша — Анна Ивановна, певица
- 2023 — Наша мама - медиум — Валентина Быстрова
- 2024 — Этерна — Матильда Ракан

## Награды
- Благодарность Законодательного Собрания Санкт-Петербурга (2 ноября 2022 года) — за выдающиеся личные заслуги в развитии культуры и искусства в Санкт-Петербурге, многолетнюю плодотворную творческую деятельность, а также в связи с 80-летием со дня основания Санкт-Петербургского государственного бюджетного учреждения культуры «Академический драматический театр им. В. Ф. Комиссаржевской»[1].